# Thomas R. Carper
Thomas Richard „Tom” Carper (ur. 23 stycznia 1947 w Beckley, Wirginia Zachodnia) – amerykański polityk, członek Partii Demokratycznej. W latach 1983–1993 reprezentował stan Delaware w Izbie Reprezentantów Stanów Zjednoczonych. W latach 1993–2001 był gubernatorem tego stanu. Od 2001 roku reprezentuje Delaware w Senacie Stanów Zjednoczonych, wybrany w 2000 i ponownie w 2006 roku.
Zdobył drugą kadencję w wyborach, które odbyły się 7 listopada 2006. Jego przeciwnikiem z Partii Republikańskiej był Jan C. Ting. Carper pokonał go stosunkiem głosów 70% do 29%.